# Idiocera (Idiocera) daedalus
Idiocera (Idiocera) daedalus is een tweevleugelige uit de familie steltmuggen (Limoniidae). De soort komt voor in het Afrotropisch gebied.